# Йожеф Покорний

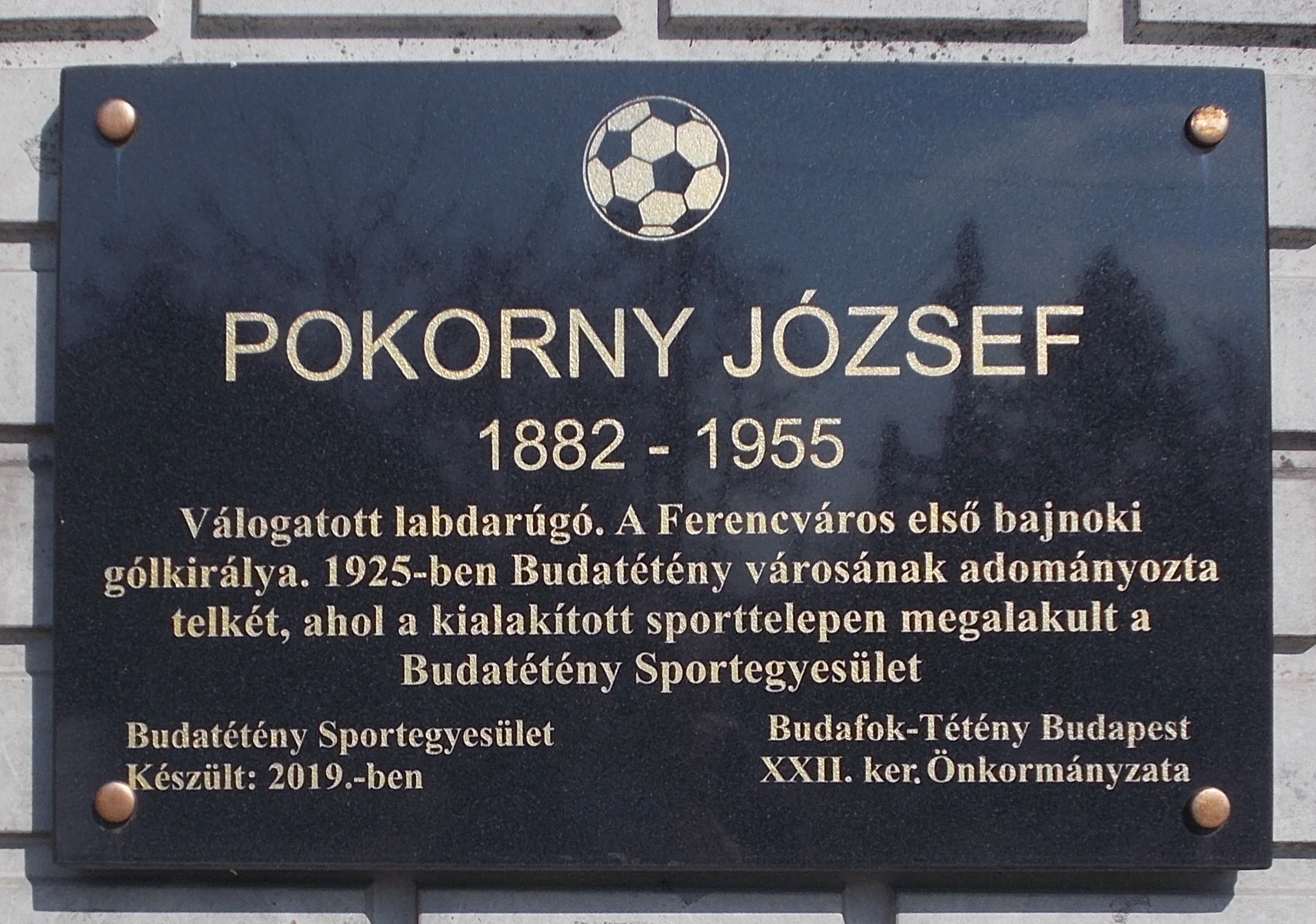
Пам'ятна плита Йозефу Покорному

Йожеф Покорний (угор. Pokorny József, 17 липня 1882, Будапешт — 17 березня 1955, Будапешт) — угорський футболіст, центральний нападник.

## Клубна кар'єра
Виступав за «Ференцварош» між 1901 і 1905 роками, зігравши за цей час у 72 матчах (49 в чемпіонаті, 13 міжнародних, 10 інших матчів) і забив 62 голи (43 в чемпіонаті та 19 інших турнірів).

## Виступи у збірній
У період з 1902 по 1905 рік він 5 разів зіграв у збірній Угорщини і забив 5 голів.

## Досягнення
- Чемпіон Угорщини: 1903, 1905
- Найкращий бомбардир чемпіонату Угорщини: 1904 (12 голів)

## Статистика

### Матчі в національній збірній
| Дата       | Місто    | Господарі | Результат | Гості    | Турнір           | Голи | Примітки        |
| ---------- | -------- | --------- | --------- | -------- | ---------------- | ---- | --------------- |
| 12/10/1902 | Відень   | Австрія   | 5 – 0     | Угорщина | товариський матч | -    |                 |
| 11/06/1903 | Будапешт | Угорщина  | 3 – 2     | Австрія  | товариський матч | 2    | 24', 65'        |
| 02/06/1904 | Будапешт | Угорщина  | 3 – 0     | Австрія  | товариський матч | 1    | 23'             |
| 09/10/1904 | Відень   | Австрія   | 5 – 4     | Угорщина | товариський матч | 2    | 30' (пен.), 41' |
| 09/04/1905 | Будапешт | Угорщина  | 0 – 0     | Австрія  | товариський матч | -    |                 |
| Усього     |          | Матчів    | 5         |          | Голів            | 5    |                 |

## Особисте життя
У 1925 році він пожертвував свою землю місту Будатетені, де у 1925 році був створений спортивний комплекс. Сьогодні спортивний центр носить ім'я Йожефа Покорного.